# Wasei Kingu Kongu
Wasei Kingu Kongu (和製キング・コング? lett. "King Kong giapponese") è un film muto del 1933 in bianco e nero, diretto da Torajiro Saito e prodotto dalla Shochiku (la casa che distribuì in Giappone l'originale King Kong statunitense). Il film è andato perduto a causa dei bombardamenti atomici statunitensi del 1945. Il film era una commedia muta a 3 rulli che utilizzava il film del 1933 King Kong solo come sfondo alla storia

## Trama

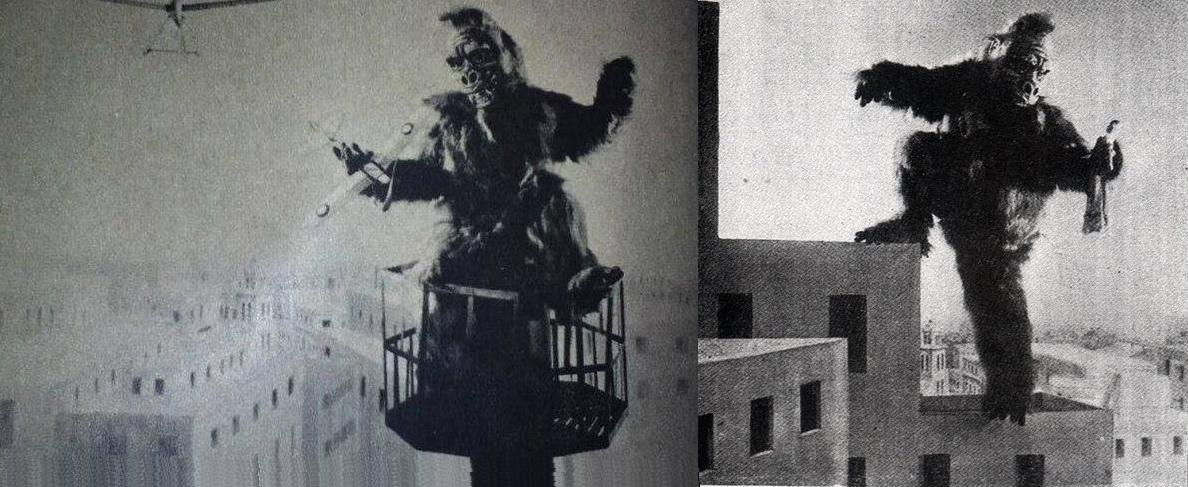
Immagini pubblicitarie con Isamu Yamaguchi nei panni di King Kong

Santa (Isamu Yamaguchi) e il suo amico Koichi (Nagamasa Yamada) sono due vagabondi senza lavoro. Vivono raccogliendo monete che trovano per terra. Santa ha una fidanzata di nome Omitsu (Yasuko Koizumi), ma il padre di lei (Kotaro Sekiguchi) non gradisce che sua figlia sposi un uomo povero. Divide quindi i due e cerca di far sposare a Omitsu un uomo ricco. Disperato, Santa cerca un'occupazione e vaga per le strade. Non riesce a trovare nessun lavoro ma ha un'ispirazione. Il film della RKO "King Kong" ha riscosso un ampio successo a Tokyo. Decide quindi di sfruttare il suo successo vestendosi da scimmia e organizzando uno spettacolo su King Kong in un teatro di varietà! Propone l'idea al proprietario di un teatro che accetta entusiasta la proposta. Lo spettacolo su King Kong di Santa diventa un successo immediato, con Santa travestito da gorilla che interagisce tra oggetti di scena sul palco del teatro (piccoli edifici, aeroplani giocattolo, una bambola e così via). Un giorno, mentre è sul palco, Santa vede che Omitsu e il suo nuovo ricco fidanzato sono tra il pubblico. In preda all'ira, Santa salta giù dal palco e li insegue, col vestito da gorilla addosso. Santa crea il caos nella città e così i vigili del fuoco e i cacciatori lo inseguono pensando che sia un vero gorilla. Alla fine Santa affronta il ricco fidanzato di Omitsu e lo sconfigge. Il rivale sviene e Santa ne approfitta, facendogli indossare il suo costume da gorilla e lasciandolo svenuto sul ciglio della strada. Proprio in quel momento arriva Koichi che racconta a Santa che il proprietario del teatro gli darà un sacco di soldi per le sue performance. Ora che è ricco, Santa può sposare Omitsu.